# Johann (IV.) Baptist Hinterhölzl
Johann (IV.) Baptist Hinterhölzl OCist, Taufname Nikolaus; (* 31. August 1698 in Zwettl an der Rodl; † 6. Februar 1750 in Wilhering) war ein österreichischer Zisterzienser. Von 1734 bis 1750 amtierte er als Abt des Klosters Wilhering.

## Leben
Johann Baptist (IV.) Hinterhölzl, dessen Eltern in Kurzenzwettl im Hof „Ranner“ eine Gerberei betrieben, besuchte zunächst höhere Schulen in Neuhaus und Krumau. Im Anschluss nahm der mit ihm verwandte Abt Hilarius Sigmund ihn als Novize in das Kloster Wilhering auf, wo er am 1. November 1711 die Profess ablegte. Dem folgte ein Studium in Linz, bevor er am 24. Juni 1723 seine erste heilige Messe feiern konnte und im Anschluss seelsorgerische Tätigkeiten in Zwettl, Oberneukirchen und Waxenberg übernahm. Nur wenige Zeit später betraute man ihn mit dem Amt des Küchenmeisters.
Nach dem Tod des Vorgängerabts Bonus Pömerl am 24. April 1734 wurde Johann Baptist (IV.) Hinterhölzl am 1. Juni 1734 zum neuen Abt des Stifts Wilhering gewählt und am 13. Juni 1734 infuliert. Den noch von seinem Vorgänger Pemerl begonnenen Wiederaufbau der am 6. März 1733 zerstörten Wilheringer Stiftskirche Mariä Himmelfahrt im Rokokostil, ließ Abt Johann durch eine besondere Ausgestaltung der Innenräume von bedeutenden Künstlern wie u. a. Martino Altomonte (Altarbilder), Bartolomeo Altomonte (Fresken), Francesco Messenta (Fresken), Johann Michael Feuchtmayer (Ornamente) und Johann Georg Früholz (Vergoldung) weiterführen.
Infolge des österreichischen Erbfolgekriegs und der einfallenden Bayern unter Kurfürst Karl Albrecht mussten die Arbeiten an der Kirche ab dem Jahr 1741 einstweilig ruhen. Abt Hinterhölzls Geschick und Gespür für Diplomatie ermöglichten nachfolgend ein entspanntes Verhältnis zu den Truppen aus Bayern und zum Kurfürsten, sodass das Kloster unbeschadet blieb. Auch mit einem der Befreier Oberösterreichs im Januar 1742, dem österreichischen Feldmarschall Ludwig Andreas von Khevenhüller, pflegte Abt Hinterhölzl ein gutes Verhältnis, aus dem sich später eine Freundschaft entwickelte.
Obwohl die Kosten für Truppeneinquartierungen auch nach Ende des Krieges die Finanzen des Klosters noch schwer belasteten, ließ Abt Johann bayerische Stuckateure, Bildhauer und Maler ins Kloster kommen, um die Rokokoarbeiten an der Kirche vollenden zu lassen. Weitere Kosten entstanden als u. a. die Herrschaften Mühldorf, Mühllacken, Pesenbach, einige Donauauen und der Kürnbergerwald erworben wurden, was sich in späteren Jahren als finanziell positiv herausstellen sollte.
Abt Johann starb am 6. Februar 1750 in Wilhering, sein Nachfolger wurde der am 16. April 1750 gewählte Raimund Schedelberger.

## Ergänzendes
Johann Baptist (V.) Hinterhölzl war der Onkel des gleichnamigen Amtsnachfolgers Johann (V.) Baptist Hinterhölzl, der von 1781 bis 1801 Abt im Kloster Wilhering war.